# ليتل بغ بلانت 2
ليتل بغ بلانت 2 هي لعبة منصة وألغاز تتمحور على المحتوى المنشأ من قبل المستخدم وهي الجزء الأساسي الثاني من السلسلة بعد ليتل بغ بلانت على الـبلاي ستيشن 3 اللعبة مطورة من قبل استديوهات ميديا موليكيول (بالإنجليزية : Media Molecule) ومنشورة من قبل سوني كمبيوتر إنترتينمنت على الـبلاي ستيشن 3. اللعبة كان من المفترض أن تنشر في نوفمبر 2010 ولكن أجلت إلى يناير 2011.

## روابط خارجية
- ليتل بغ بلانت 2 على موقع IMDb (الإنجليزية)